# Парк Перемоги (Севастополь)
Парк Перемоги — парк у Севастополі, присвячений Перемозі у Німецько-радянській війні і закладений у рік 30-річчя Перемоги в 1975 році. Парк розташовується в Гагарінському районі міста, між Круглою та Стрілецькою бухтами. Загальна площа його території сьогодні становить близько 50 га. Парк Перемоги має репутацію популярного місця відпочинку. Головною визначною пам'яткою прикрасою слугує пам'ятник Георгію Побідоносцю, зведений до 220-річчя Севастополя у 2003 році. У парку є кілька пам'яток, розважальних комплексів, пляж.

## Історія
Парк був закладений у 1975 році. Проєкт архітектора І. Є. Фіалко. Подія присвячувалося святкуванню 30-річчя Перемоги у Німецько-радянській війні. Заходи з його створення носили колективний характер. Участь в облаштуванні брали працівники садово-паркових установ, а також інші міські трудові колективи, а також моряки, учні середньо-технічних, вищих навчальних закладів та школярі.
Основою планування стала ідея озеленення відокремлених алей, присвячених пам'яті міст-героїв СРСР. Планування території мала на увазі створення кілька ділянок, які символізують певні міста. Двадцять дев'ятого жовтня 1977 року сталась закладка алей одинадцяти міст. На кожній проводилася посадка конкретних дерев, які зростають у відповідних кліматичних зонах:
- Московська алея — ялини та берези;
- Ленінградська алея — липи;
- Київська алея — каштани;
- Севастопольська алея — ленкоранські акації;
- Одеська алея — білі акації;
- Тульська алея — берези;
- Новоросійська і Керченська алеї — горіхи;
- Брестська алея — в'язи;
- Мінська алея — верби;
- Волгоградська алея — тополі.

1983 рік — Школа водолазів м. Севастополя закладає додаткову ділянку, присвячену її сторіччю. Пізніше, у цьому ж році з'явилася алея Олімпійців, створена Олімпійською радянською збірною на честь видатних досягнень у спорті СРСР.
Надалі Парк Перемоги неухильно розвивався, на території з'являлися нові пам'ятні ділянки:
- Центральна і Комсомольська алеї;
- алеї Медиків, Воїнів Афганістану, двохсотріччя міста;
- гаї Партизан-підпільників, 200-річчя Чорноморського флоту та Гідрографічної служби ЧФ;
- ділянка Героїв бронепоїзда «Матрос Железняков».

Парк Перемоги переживав часи розквіту і занепаду. Після розпаду Радянського Союзу він був практично повністю занедбаний, його підтримці і розвитку не приділялося уваги. І лише у 2008 почалося проведення реконструкції, повторного облагородження території. Гагарінська районна адміністрація оголосила проведення двомісячника чистоти. За час «очисних» робіт було вивезено близько 250 м³ сміття. Напередодні 9 травня 2009 року відбулося урочисте відкриття оновленого парку Перемоги. Бруковані доріжки, нові лави, ротонда з колонами — головним нагадуванням про минуле залишився монумент Георгію Побідоносцю, відреставрований під час відновлення парку. Сьогодні доріжки вимощені плиткою, на алеях розміщено понад ста п'ятдесяти лавок, близько 150 ліхтарів із плафонами з протиударного скла, обладнані альтанки. У Парку Перемоги збереглися старі рослини. Платани, тополі, клени, сосни, ялівці, блакитні ялини, кипариси, каштани, лаванда, розмарин — тут зростають найрізноманітніші представники рослинного світу. На території є кілька пам'яток, об'єктів розважальних інфраструктур.
9 травня у 2014 року в Парку закладена нова зона «Алея Росії». У вересні того ж року оголошені плани про створення особливої ділянки — природного парку «Алея Росії» площею до 3 га, де буде висаджено 85 садів із рослинами різних регіонів країни.
9 травня 2019 року парк Перемоги відкрився після реконструкції. Була оновлена центральна алея, установлені 15 нових фонтанів: фонтан «Перемога» біля входу у парк у вигляді 5-й кінцевої зірки радянського ордена «Перемога», фонтан «Центральний», а також 13 фонтанів біля зірок міст-героїв.

## Монумент Георгію Побідоносцю
Основною визначною пам'яткою парку, як і раніше, є монумент Святому Георгія Побідоносця, зведений у 2003 році до святкування 220-річчя Севастополя. Він являє собою тридцятиметрову колону, увінчану бронзовою статуєю Георгія Побідоносця, створеної за проєктом скульптора В'ячеслава Кликова.

## Інші пам'ятки
- пам'ятні камені на честь закладки алей;
- Ротонда, зведена під час останньої реконструкції;
- Меморіал на честь героїв Радянського Союзу;
- Меморіал-каплиця Олександра Невського — монумент пам'яті «Мовчазне відлуння війни»;
- Розкопки давньогрецької садиби

## Сучасна інфраструктура
Алеї парку ведуть до морського узбережжя, де обладнаний один із міських дрібногалечних пляжів. На набережній діють літні кафе, цілорічний мотузковий парк, розважальний центр «Хорошо». В останньому обладнаний міністадіон.
Окремими об'єктами є:
- аквапарк Зурбаган;
- п'ятизірковий готель «Аквамарин» із сучасним пляжем.
- Комплекс готельних апартаментів ПАРК ГОТЕЛЬ.

В'їзд на територію парку на автомобілях заборонений. Для перевезення відпочиваючих передбачені послуги спеціального транспорту — електромобілів, які прямують за встановленими маршрутами.

## Цікаві факти
Парк Перемоги створений на місці херсонеської Хори. Фотографії залишків античних кварталів представлені в експозиції музею «Херсонес». Наприкінці сімдесятих у Парку Перемоги було встановлено справжній Ту-104, обладнаний під дитячий кінозал для показу мультфільмів. До середини 1980-х покази сеансів припинилися. Покинутий літак довго перебував у занедбанні, корпус розтягувався на металобрухт. Після пожежі, що трапилася в кабіні, «монумент» демонтували та вивезли.

## Публікації
- - Про Парк Перемоги в Севастопольській Правді, Пон, 10/09/2012[Архівовано 26 березня 2019 у Wayback Machine.]

## Відео
- Архівні фото на сайті crimea.vgorode.ua [Архівовано 21 жовтня 2021 у Wayback Machine.]
- Відео «Севастополь пам'ятник Георгія Побідоносця Парк Перемоги з висоти пташиного польоту»
- Відео «Пам'ятки в Парку Перемоги, Севастополь» [Архівовано 26 жовтня 2021 у Wayback Machine.]

## Карти
- Парк перемоги в Севастополі на карті Яндекс [Архівовано 20 жовтня 2021 у Wayback Machine.]
- Парк Перемоги на карті Севастополя [Архівовано 21 жовтня 2021 у Wayback Machine.]